# Sungai Lumpur
Sungai Lumpur is een bestuurslaag in het regentschap Ogan Komering Ilir van de provincie Zuid-Sumatra, Indonesië. Sungai Lumpur telt 4844 inwoners (volkstelling 2010).